# غريدي لويس
غريدي لويس (بالإنجليزية: Grady Lewis)‏ مواليد 25 مارس 1917 في تكساس - الوفاة 11 مارس 2009، كان مدرب كرة سلة أمريكي ولاعب. بدأ مسيرته الاحترافية في سنة 1939. بلغ طوله 6 قدم 7 بوصة (2.0 م). لعب مع بالتيمور باليتس في الرابطة الوطنية لكرة السلة. اعتزل اللعب في 1949.

## روابط خارجية
- غريدي لويس على موقع إن بي أي (الإنجليزية)
- غريدي لويس على موقع سبورتس رفرنس (الإنجليزية)
- غريدي لويس على موقع ريلجم (الإنجليزية)
- غريدي لويس على موقع بروبوليرز (الإنجليزية)
- غريدي لويس على موقع سبورتس رفرنس (الإنجليزية)